# بندرا (تگزاس)
بندرا، تگزاس(به انگلیسی: Bandera, Texas) شهری در ایالت تگزاس از ایالات جنوبی ایالات متحده آمریکا است. در سرشماری سال ۲۰۰۰، جمعیت این شهر ۹۵۷ نفر اعلام شد.